# Weywot (lune)
Weywot, officiellement (50000) Quaoar I Weywot, est un objet transneptunien de la classe des cubewanos et un satellite naturel de Quaoar, le seul connu en novembre 2013.

## Découverte
Sa découverte, effectuée par Michael E. Brown et T.A. Suer, a été annoncée dans l'IAUC 8812 le 22 février 2007. L'orbite de ce satellite doit encore être calculée. Le satellite a été trouvé à 0,35 arcsec de Quaoar avec la différence de magnitude de 5,6.

## Nom
Michael E. Brown a proposé que le satellite soit nommé Weywot, nom qui a été officialisé le 12 novembre 2009. Il s'agit, dans la mythologie du peuple tongva, du fils de Quaoar.

## Caractéristiques
La taille de Weywot est estimée à 170 kilomètres, ce qui indique que son albédo serait bien plus faible que celui de Quaoar. En effet, avec un albédo semblable à celui de Quaoar, la magnitude de Weywot donnerait un diamètre de 100 kilomètres.